# Comuna Brăești, Iași
Brăești este o comună în județul Iași, Moldova, România, formată din satele Albești, Brăești (reședința), Buda, Cristești și Rediu.

## Așezare
Comuna Brăești este amplasată în zona sud-vestică a județului, la limita cu județul Neamț, și în cea centrală a Podișului Moldovei. Este deservită de șoseaua județeană DJ208A, care o leagă spre nord de Ion Neculce și Târgu Frumos (unde se termină în DN28).

## Demografie
Componența etnică a comunei Brăești
     Români (95,63%)
     Ucraineni (1,31%)
     Alte etnii (0,13%)
     Necunoscută (2,93%)
Componența confesională a comunei Brăești
     Ortodocși (91,93%)
     Creștini de rit vechi (4,72%)
     Alte religii (0,32%)
     Necunoscută (3,03%)
Conform recensământului efectuat în 2021, populația comunei Brăești se ridică la 3.135 de locuitori, în creștere față de recensământul anterior din 2011, când fuseseră înregistrați 3.108 locuitori. Majoritatea locuitorilor sunt români (95,63%), cu o minoritate de ucraineni (1,31%), iar pentru 2,93% nu se cunoaște apartenența etnică. Din punct de vedere confesional, majoritatea locuitorilor sunt ortodocși (91,93%), cu o minoritate de creștini de rit vechi (4,72%), iar pentru 3,03% nu se cunoaște apartenența confesională.

## Politică și administrație
Comuna Brăești este administrată de un primar și un consiliu local compus din 13 consilieri. Primarul, Vasile Butnaru[*], de la Partidul Social Democrat, este în funcție din 2000. Începând cu alegerile locale din 2024, consiliul local are următoarea componență pe partide politice:
|  | Partid                     | Consilieri | Componența Consiliului | Componența Consiliului | Componența Consiliului | Componența Consiliului | Componența Consiliului | Componența Consiliului | Componența Consiliului | Componența Consiliului | Componența Consiliului | Componența Consiliului | Componența Consiliului | Componența Consiliului |
|  | -------------------------- | ---------- | ---------------------- | ---------------------- | ---------------------- | ---------------------- | ---------------------- | ---------------------- | ---------------------- | ---------------------- | ---------------------- | ---------------------- | ---------------------- | ---------------------- |
|  | Partidul Social Democrat   | 12         |                        |                        |                        |                        |                        |                        |                        |                        |                        |                        |                        |                        |
|  | Partidul Mișcarea Populară | 1          |                        |                        |                        |                        |                        |                        |                        |                        |                        |                        |                        |                        |

## Istorie
La sfârșitul secolului al XIX-lea, comuna făcea parte din plasa Cârligătura a județului Iași și era formată din satele Brăești, Cristești, Buda-Albești, Prigoreni, Gugea, Valea Oilor și Făcuți, având în total 2910 locuitori. Existau în comună două mori de apă și una de aburi, patru biserici și două școli cu 84 de elevi (dintre care 9 fete). Anuarul Socec din 1925 o consemnează în aceeași plasă, având 2741 de locuitori în satele Albești, Brăești, Buda, Cristești și Prigoreni. Comuna a fost desființată în 1931, satele ei intrând în componența comunei Lungani, dar a fost însă reînființată ulterior.
În 1950, comuna a intrat în componența raionului Târgu Frumos și apoi (după 1956) a raionului Pașcani din regiunea Iași. În 1968, ea a revenit în componența actuală la județul Iași, reînființat.

## Monumente istorice
Două obiective din comuna Brăești sunt incluse în lista monumentelor istorice din județul Iași ca monumente de interes local. Unul este situl arheologic de „la Moara lui Chilcoș”, aflat la 400 m sud de satul Albești, unde s-au găsit așezări medievale din secolele al XIV-lea–al XV-lea și din secolele al XVI-lea–al XVIII-lea. Celălalt obiectiv, clasificat ca monument de arhitectură, este biserica de lemn „Adormirea Maicii Domnului” (secolul al XVIII-lea) din satul Brăești.

## Economie
Economia comunei Brăești are un caracter preponderent agricol, în special în domeniul zootehniei, viticulturii și apiculturii.